# Sabri Tuluğ Tırpan

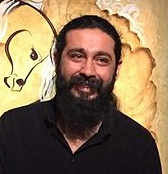
Tuluğ Tırpan (2019)

Sabri Tuluğ Tırpan (* 28. Dezember 1970 in Istanbul) ist ein türkischer Pianist und Komponist, der im Bereich der klassischen Musik und der Fusionmusik tätig ist.

## Leben und Wirken
Tırpan begann seine musikalische Ausbildung in der Kindheit; er erhielt Privatunterricht auf dem Klavier, in Musiktheorie und Jazzharmonie. Ab 1989 studierte er an der Fakultät für Musik und darstellende Kunst der Bilkent-Universität, um ab 1992 seine Ausbildung am Wiener Konservatorium und an der Wiener Akademie fortzusetzen.
Tırpan, der während seiner Ausbildung in Wien an vielen Festivals teilnahm, arbeitete mit dem Komponisten Jorge Sánchez-Chiong, dem Saxophonisten Nicolas Simion und den Geigern Patricia Kopatchinskaja, Daniel Pergamenchikov und Kristiane Kaiser zusammen. Jorge Sánchez-Chiong spielte seine erste Komposition Reflections of Invisible, während der Geiger Tomo Keller sein Stück Reflections aufführte, das er 1999 für die Erdbebenopfer komponiert hatte.
Tırpan veröffentlichte 1998 sein erstes Album als Interpret für das amerikanische Playalong-Label Music Minus One, auf dem er Mozarts 21. Klavierkonzert in C-Dur mit dem Vidin Philharmonic Orchestra unter Nayden Todorov aufnahm. Auch arrangierte er Mozarts Fantasia alla Turca für die Einspielung von Ferhan & Ferzan Önder.
Dann arbeitete er in der Band des brasilianischen Perkussionisten Fernando Paiva, mit dem dessen Album Santos de Casa (2003) entstand. 2002 komponierte Tırpan das Musical Hearts, inspiriert von George Orwells Roman 1984. Das Stück wurde in der Zeitschrift MusicalCoctail als das beste Musical bewertet, das in den letzten Jahren im deutschsprachigen Raum komponiert wurde. 2004 entstand gemeinsam mit Daniel Große Boymann sein zweites Musical Figaro, das sich an den Themen von Mozarts Hochzeitsoper orientierte. Es folgten Ne Dersin Azizim (2009) und King (The Fool) Lear (2014).
Tırpans Album My Red Color, das aus seinen eigenen Jazzkompositionen besteht, die von seiner Band interpretiert werden, erschien 2005 in Europa. Nach dem Album My Green Color (2009) mit seinem Trio veröffentlichte er 2012 sein Album My Blue Color, mit dem er diesen Farben-Zyklus abschloss.
In der Hagia Irene wurde 2007 die Premiere seiner symphonischen Dichtung Mevlâna – The Alchemist gegeben, in der er Gedichte des mittelalterlichen Gelehrten Rūmī vertonte; Mevlâna wurde 2020 in Österreich aufgeführt. 2008 fand die Uraufführung seines Werkes Gaia – World Symphony mit dem Wiener Jeunesse Orchester statt. 2010 führte er sein Werk für drei Frauenstimmen, Erzähler, Piano, Chor und Orchester Oratorio for Turkish Heroines in Izmir auf. Auch komponierte er ein Klavierkonzert (2010) und Kammermusik.
Tırpan verfasste auch Bühnenmusiken sowie Filmmusiken für Spielfilme wie Böse Zellen (2003), Hotel (2004), Büyük Oyun (2009), Bir Avuç Deniz (2011) und Alice Müzikali (2019); sein Soundtrack für Büyük Oyun wurde beim 21. Ankara International Film Festival mit dem Preis für die beste Originalmusik ausgezeichnet. Die Theatermusik, die er für das am Istanbul State Theater inszenierte Stück Ne Ders My Aziz komponierte, war für den 13. Afife-Theaterpreis in der Kategorie „Erfolgreichste Bühnenmusik des Jahres“ nominiert. 
Tırpan wirkte mit Sertab Erener an dem Tribut-Album Onno Tunç Şarkıları mit. Demir Demirkan holte Tırpan als Solisten seines Albums Devrim Arabaları. Tırpan gab 2009 im Rahmen des Projekts Painted on Water von Sertab Erener und Demir Demirkan Konzerte und wirkte an deren gleichnamigem Album mit. Weiterhin gehörte er zur Gruppe von Trilok Gurtu (Spellbound 2013), mit dem er bis 2019 international tourte. Auch ist er auf dem Album Two Day Trio von Benny Greb zu hören.